# Campionato europeo maschile under 16 di pallavolo
Il campionato europeo maschile under 16 di pallavolo è una competizione pallavolistica, organizzata dalla CEV, per squadre nazionali europee, riservata a giocatori con un'età inferiore di 16 anni.
Dal 2017 al 2023 la competizione è stata riservata a giocatrici con un'età inferiore di 17 anni.

## Edizioni
| Edizione                                                                   | Edizione      | Podio    | Podio    | Podio   |
| Anno                                                                       | Organizzatore | Campione | Seconda  | Terza   |
| -------------------------------------------------------------------------- | ------------- | -------- | -------- | ------- |
| Dal 2017 al 2023 la competizione è stata riservata alle nazionali under 17 |               |          |          |         |
| 2017 Dettagli                                                              | Turchia       | Italia   | Belgio   | Turchia |
| 2019 Dettagli                                                              | Bulgaria      | Francia  | Bulgaria | Polonia |
| 2021 Dettagli                                                              | Albania       | Slovenia | Russia   | Polonia |
| 2023 Dettagli                                                              | Montenegro    | Italia   | Bulgaria | Spagna  |
| Dal 2025 la competizione è riservata alle nazionali under 16               |               |          |          |         |
| 2025 Dettagli                                                              | Armenia       | Italia   | Spagna   | Francia |

## Medagliere
| Pos. | Squadra  | 1º posto | 2º posto | 3º posto | Totale |
| ---- | -------- | -------- | -------- | -------- | ------ |
| 1    | Italia   | 3        | -        | -        | 3      |
| 2    | Francia  | 1        | -        | 1        | 2      |
| 2    | Slovenia | 1        | -        | -        | 1      |
| 4    | Bulgaria | -        | 2        | -        | 2      |
| 5    | Spagna   | -        | 1        | 1        | 2      |
| 5    | Belgio   | -        | 1        | -        | 1      |
| 5    | Russia   | -        | 1        | -        | 1      |
| 7    | Polonia  | -        | -        | 2        | 2      |
| 8    | Turchia  | -        | -        | 1        | 1      |